# Socialisme international
Socialisme international est (de 1984 à 2009) un réseau de militants trotskystes français. Fondée en 1984, l'organisation éclate en 1997 en deux groupes distincts : Socialisme par en bas (SPEB) et Socialisme international. Ces deux groupes ont rejoint la Ligue communiste révolutionnaire (LCR) respectivement en 2004 et 2002. Des militants issus des deux groupes militent aujourd'hui au sein du Nouveau Parti anticapitaliste.

## Historique de la tendance Socialisme international
En France, Socialisme international est une petite organisation se distinguant par sa conception de l'ex-URSS, de Cuba et des pays de l'Est, considérés non comme communistes mais comme une nouvelle forme de capitalisme, un capitalisme d'État. 
Le courant dont elle fait partie, la «  Tendance socialiste internationale» (International Socialist Tendency en anglais), fut connu pendant la guerre froide pour son slogan : « Ni Washington, ni Moscou mais le pouvoir aux travailleurs et le socialisme international ».
Sa théorie fondatrice est celle de Tony Cliff (1917-2000), trotskyste juif palestinien établi au Royaume-Uni dans les années 1940. Dans les années 1950-1980, le groupe de Cliff, appelé d'abord le Socialist Review Group puis les International Socialists, qui devient plus tard le Socialist Workers Party (SWP-GB) devient l'organisation principale de l'extrême gauche dans ce pays. Son université d'été, appelée Marxism, qui a lieu chaque année début juillet, est le plus grand rassemblement de ce type en Grande-Bretagne, réunissant jusqu'à 4 000 personnes. Des organisations sœurs existent dans une trentaine de pays. Parmi les plus importantes, on compte le SEK (Parti Socialiste des Travailleurs) en Grèce et le groupe organisé autour de la revue Marx 21 qui milite au sein de Die Linke (La gauche) en Allemagne.
À part la théorie du capitalisme d'État, la tendance se distingue pendant les années 1960 par son explication du long boom économique des Trente Glorieuses (la théorie de l'économie permanente des armements), et sa caractérisation des révolutions anticoloniales dans le Tiers monde (théorie de la Révolution permanente déviée). L'analyse du rôle des directions syndicales fait également une des spécificités de cette tendance. L'accent est mis sur les intérêts spécifiques des dirigeants syndicaux en tant que couche sociale de négociateurs professionnels, intérêts qui pèsent souvent plus lourdement que leur idéologie déclarée.
À la différence d'autres courants de l'extrême gauche, la tendance s'adapte avec un certain succès au recul des luttes ouvrières à partir du milieu des années 1970. Sa théorie du capitalisme d’État lui permet d'expliquer la chute des régimes bureaucratiques en Europe de l'Est. Elle réagit favorablement au développement du mouvement anticapitaliste mondial après les manifestations de Seattle en 1999. 
Au début du XXIe siècle, la tendance défend l'idée que l'islamophobie est devenue une des formes les plus importantes du racisme et qu'un travail commun avec des organisations musulmanes est possible et même souhaitable, ce qui lui a valu des critiques d'autres composantes de la gauche. Elle a récemment mis cette politique en pratique avec un certain succès, notamment en Grande-Bretagne dans le cadre de la Stop the War Coalition (coalition d'organisations s'opposant à la politique étrangère des États-Unis et de la Grande-Bretagne en Irak et en Afghanistan) et de RESPECT The Unity Coalition (organisation qui présente des candidats aux élections locales et nationales à laquelle appartient le député anti-guerre et pro-palestinien au parlement britannique, George Galloway). Cependant, cette dernière connaît une scission importante en 2007, quand Galloway et un certain nombre de personnalités, dont la conseillère municipale de Birmingham, Salma Yaqoob, rompent avec le SWP pour former une coalition rivale.

## Socialisme international enFrance
En France, l'organisation est fondée en 1984 par une poignée de militants. Son activisme et ses analyses politiques attirent de nouveaux militants, notamment des jeunes, et elle augmente lentement ses effectifs, qui seront au nombre de 150 en 1996. Elle publie un mensuel, Socialisme international. Elle est une des rares organisations de la gauche marxiste à mettre l'accent sur la lutte contre les idées et les manifestations du Front national dès le milieu des années 1980. Elle considère que les socialistes révolutionnaires doivent participer à la construction d'un mouvement de masse antifasciste, sur le modèle la Ligue antinazie en Grande-Bretagne.
En 1997, une scission — dont les bases politiques sont peu claires — donne lieu à deux groupes distincts,. À côté de Socialisme international, Socialisme par en bas est soutenu par la direction du SWP au Royaume-Uni. Avec l'émergence du mouvement altermondialiste les militants de SPEB s'investissent alors dans Attac, puis participent à la construction du mouvement anti-guerre, notamment au moment de l'invasion de l'Irak en 2003. En janvier 2004, la centaine de militants du réseau SPEB décide de rejoindre la Ligue communiste révolutionnaire (LCR) et participe depuis à la politique de cette organisation.
L'autre groupe issu de la scission décide de garder le nom Socialisme international (SI), publie quelques numéros d'une revue, Socialisme par en bas, avant de lancer le mensuel, Gauche !, qui sera enfin remplacé par un trimestriel, Socialisme international. Sa direction propose à plusieurs reprises des discussions avec celle de Socialisme par en bas afin de réunifier le courant SI en France, mais sans succès. En 2002, SI intègre la Ligue communiste révolutionnaire en tant que courant de cette organisation.
Les membres de SI participent activement à la campagne contre l'interdiction du « foulard islamique » à l'école (loi de mars 2004) à travers notamment le Collectif des féministes pour l'égalité, jugeant cette loi islamophobe. 
Ils s'impliquent dans la construction des Collectifs unitaires antilibéraux issus des Collectifs pour le non au projet de traité établissant une constitution pour l'Europe lors du référendum de 2005.
Depuis 2009, la revue ne paraît plus. Les militants anciennement de Socialisme international sont engagés pour la plupart à la Gauche anticapitaliste.